# Mesaxymyia kerteszi
Mesaxymyia kerteszi är en tvåvingeart som först beskrevs av Oswald Duda 1930.  Mesaxymyia kerteszi ingår i släktet Mesaxymyia och familjen Axymyiidae. Inga underarter finns listade i Catalogue of Life.